# Igor' Gorbatenko
Igor' Nikolaevič Gorbatenko (in russo Игорь Николаевич Горбатенко?; angl. Igor Nikolayevich Gorbatenko; Belgorod, 13 febbraio 1989) è un ex calciatore russo, di ruolo centrocampista.

## Caratteristiche tecniche
Trequartista ambidestro, può giocare come ala su entrambe le fasce.

## Carriera

### Club
Gioca a calcio dall'età di 6 anni. Dopo aver fatto tutta la trafila delle giovanili nella Lokomotiv Mosca, nel 2006 si trasferisce nell'accademia calcistica di Togliatti. Nel 2008 è acquistato dalla squadra riserve dello Spartak Mosca in cambio di 300000 €. Svincolatosi nel gennaio 2013, resta svincolato fino al luglio successivo, quando si accorda con lo Šinnik.

### Nazionale
Ha giocato nelle nazionali giovanili russe Under-17, Under-19 ed Under-21.

## Palmarès

### Nazionale
- Campionato europeo di calcio Under-17: 1

Lussemburgo 2006